# Nickelskuttérudite
La nickelskuttérudite est une espèce minérale composée d'arséniure de nickel de formule :  NiAs2-3. Nickelskuttérudite est le nom officiel reconnu par l'IMA pour les anciennes dénominations Ni-Skuttérudite et chloanthite. 

## Historique de la description et appellations

### Inventeur et étymologie
Décrite par Johann Johann August Friedrich Breithaupt en 1845. Le nom initial était chloanthite. Renommée par l'IMA : le nom dérive du minéral Skuttérudite et du contenu en nickel.

### Topotype
Schneeberg, Erzgebirge, Saxe, Allemagne.

### Synonymie
D'après le BRGM :
- chathamite  Shepard (1844),
- chloanthite,
- cloantite ,
- nickel-skuttérudite,
- Ni-Skuttérudite.

## Caractéristiques physico-chimiques

### Critères de détermination
- Assez facilement fusible, soluble dans l'acide nitrique chaud.

### Cristallographie
- Paramètres de la maille conventionnelle : a = 8.2, Z = 8 ; V = 551.37
- Densité calculée= 6,47

## Gîtes et gisements

### Gîtologie et minéraux associés
GîtologieDans les veines minéralisées de cobalt, nickel cuivre et argent.
Minéraux associésAnnabergite

### Gisements producteurs de spécimens remarquables
- États-Unis

Seneca #1 Mine (Gratiot Mines), Mohawk, Comté de Keweenaw, Michigan
- France

Haut-Rhin, Ste Marie aux mines (Dans au moins quatre filons (Mine Chrétien, Gabe Gottes, Giftgrube, St Jacques) ;
Hérault à Bournac (Mines de la Rabasse) ;
Hautes-Pyrénées à Luz-Saint-Sauveur (Carrière du pont Napoléon) ;
Hautes-Alpes à Gap (Les Davins).
- Japon

Mine de Wakayama, Ono-gun, Préfecture d'Ōita, Ile de Kyushu